# Abborrtjärnen (Älvdalens socken, Dalarna, 682252-136843)
Abborrtjärnen är en sjö i Älvdalens kommun i Dalarna och ingår i Dalälvens huvudavrinningsområde. Sjön har en area på 0,0595 kvadratkilometer och ligger 480,1 meter över havet.

## Delavrinningsområde
Abborrtjärnen ingår i det delavrinningsområde (682036-137029) som SMHI kallar för Ovan Näckån. Medelhöjden är 496 meter över havet och ytan är 19,38 kvadratkilometer. Det finns ett avrinningsområde uppströms, och räknas det in blir den ackumulerade arean 26,51 kvadratkilometer. Näckån som avvattnar avrinningsområdet har biflödesordning 4, vilket innebär att vattnet flödar genom totalt 4 vattendrag innan det når havet efter 502 kilometer. Avrinningsområdet består mestadels av skog (88 procent). Avrinningsområdet har 0,06 kvadratkilometer vattenytor vilket ger det en sjöprocent på 0,3 procent.